# 212 км
212 км, железнодорожная бу́дка 212 км — упразднённый населённый пункт (тип: железнодорожная будка) в Струго-Красненском районе Псковской области России. На 2010 год — в составе пос. Струги Красные.

## География
Находится на северо-востоке региона, в центральной части района.

## История
Впервые  значится  в  1955  году.
До 1961 года относилась к пос. Леоново. С 1961 г. — в подчинении Стругокрасненского поссовета. В 1978 г. ж. д. будка 212 км была приписана к станции Владимирский Лагерь. С 2006 г. — ул. Станционная пос. Струги
Красные.

## Население
В 1958 году (2 строения) – 2 хозяйства и 4 жителя.

## Инфраструктура
Путевое хозяйство  железной дороги Псков — Струги Красные — Луга — Санкт-Петербург.

## Транспорт
Доступна железнодорожным и автомобильным транспортом.